# Беверунген
Беверунген (нем. Beverungen) — город в Германии, в земле Северный Рейн-Вестфалия.
Подчинён административному округу Детмольд. Входит в состав района Хёкстер.  Население составляет 14 147 человек (на 31 декабря 2010 года). Занимает площадь 97,84 км². Официальный код  —  05 7 62 008.
Город подразделяется на 12 городских районов.